# 연방경제기후보호부 (독일)
연방경제기후보호부(독일어: Bundesministerium für Wirtschaft und Klimaschutz, BMWK, 영어: Federal Ministry for Economic Affairs and Climate Action)는 독일연방공화국의 연방내각부처이다. 독일의 경제 정책, 기후보호와 에너지 정책 행정을 담당하고 있으며 연방담합청, 연방지질자원연구소 등의 기관을 관리하고 있다. 2002년까지 연방경제부였다가 1998년 연방경제기술부, 2002년 연방경제노동부, 2005년 다시 연방경제기술부 그리고 2013년 연방경제에너지부로 개편되었다. 현재 장관은 로베르트 하베크 독일 부총리이다.